# Неуструев, Иван Павлович
Иван Павлович Неуструев (1915—1965) — советский военный лётчик и военачальник, полковник. Герой Советского Союза (1943).

## Биография
Иван Неуструев родился 15 августа 1915 года в селе Скворечное (ныне — Каменский район Пензенской области). После окончания семи классов школы проживал в Харькове, работал на авиазаводе. В 1934 году Неуструев был призван на службу в Рабоче-крестьянскую Красную Армию. В 1937 году он окончил Харьковскую военную авиационную школу лётчиков. Участвовал в боях советско-финской войны. С начала Великой Отечественной войны — на её фронтах. В августе 1941 года был осуждён за халатность к 10 годам исправительно-трудовых лагерей с отсрочкой исполнения приговора, однако вскоре за боевые отличия судимость была с него снята.
К августу 1943 года гвардии майор Иван Неуструев командовал 11-м гвардейским истребительным авиаполком 2-го гвардейского истребительного корпуса войск ПВО. К тому времени он совершил 128 боевых вылетов, принял участие в 55 воздушных боях, сбив 11 вражеских самолётов лично и ещё 6 — в составе группы.
Указом Президиума Верховного Совета СССР от 28 сентября 1943 года за «умелое командование авиационным полком, образцовое выполнение боевых заданий командования на фронте борьбы с немецко-фашистским захватчиками и проявленные при этом мужество и героизм» гвардии майор Иван Неуструев был удостоен высокого звания Героя Советского Союза с вручением ордена Ленина и медали «Золотая Звезда» за номером 1203.
К маю 1945 года гвардии подполковник И. П. Неуструев выполнил более 200 боевых вылетов, провёл около 70 воздушных боёв, сбил лично 15 и в составе группы 10 самолётов противника.
После окончания войны Неуструев продолжил службу в Советской Армии. В 1947 году он окончил Высшие офицерские лётно-тактические курсы. В 1949 году в звании полковника Неуструев был уволен в запас. Проживал и работал в Ленинграде. Умер 19 февраля 1965 года, похоронен на Ново-Волковском кладбище Санкт-Петербурга.
Был также награждён тремя орденами Красного Знамени, орденами Кутузова 3-й степени и Отечественной войны 1-й степени, тремя орденами Красной Звезды и рядом медалей.
В честь Неуструева установлен его бюст в Каменке.

Могила Неуструева на Ново-Волковском кладбище Санкт-Петербурга.